# Навардзети
Навардзети (груз. ნავარძეთი) — село в Грузии, на территории Чиатурского муниципалитета края (мхаре) Имеретия.

## География
Село находится на западе центральной части Грузии, на правом берегу реки Квирилы, на расстоянии приблизительно 1 километра (по прямой) к западо-юго-западу от города Чиатура, административного центра муниципалитета. Абсолютная высота — 562 метра над уровнем моря.

## Население
По результатам официальной переписи населения 2014 года, в Навардзети проживало 997 человек (510 мужчин и 487 женщин). В национальной структуре населения грузины составляли 99,8 %, осетины — 0,2 %.
| Год  | Население, человек |
| ---- | ------------------ |
| 2002 | 1424               |
| 2014 | ↘ 997              |